# Valle Vermenagna
La valle Vermenagna è una valle che si sviluppa interamente nel territorio del Piemonte, in provincia di Cuneo e che divide le Alpi Liguri (a est) dalla Alpi Marittime . Prende il nome dall'omonimo fiume, affluente del Gesso. Ha origine dalla cresta spartiacque tra Francia ed Italia. La zona si trova nel territorio della ex-comunità montana delle Alpi del Mare.

## Caratteristiche

### Morfologia
La valle confina ad ovest con la valle Gesso, a sud con la valle Roja e ad est con la valle Pesio.
Il fondovalle è orientato in direzione generale SSE-NNO, con alcune diramazioni secondarie.
Dallo sbocco presso Roccavione, la valle risale in direzione SE fino a Robilante, dove piega assumendo una direzione più diretta verso Sud. Tra Robilante e Vernante la valle riprende un andamento verso SE fino all'abitato di Vernante.
Da Vernante si diparte una diramazione laterale (Valle Grande), che risale in direzione circa SO fino alla frazione Palanfrè, ai piedi del monte Colombo, mentre la valle principale risale sempre in direzione SO, piegando poi leggermente verso Sud fino a Limone Piemonte.
Da Limone la valle si dirama in due valli secondarie: una prosegue in direzione SO, verso la frazione di Limonetto, il colle di Tenda e la rocca dell'Abisso, mentre l'altra risale in direzione SE andando a terminare ai piedi della cima del Becco.

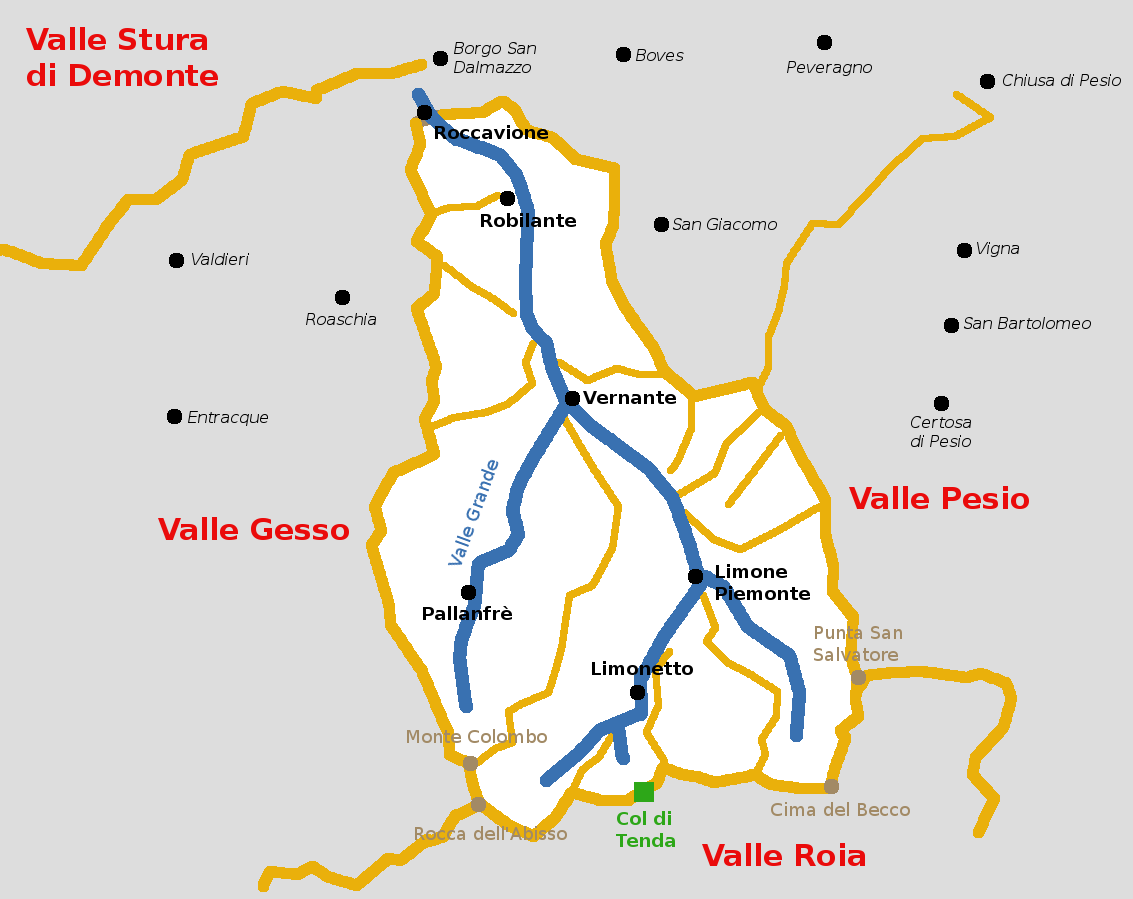
Schema morfologico della valle Vermenagna

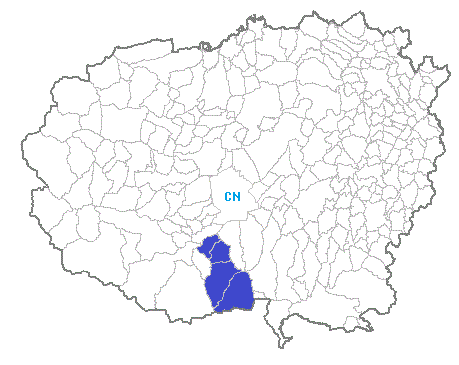
Territorio dei comuni della valle Vermenagna nella provincia di Cuneo

### Orografia
Lo spartiacque divisorio con la valle Roja coincide con lo spartiacque alpino principale e con il confine di stato con la Francia, mentre gli spartiacque divisori con le valli Gesso e Pesio si sviluppano lungo dorsali secondarie che scendono perpendicolarmente dallo spartiacque principale verso la pianura. Ulteriori dorsali secondarie costituiscono gli spartiacque tra la valle principale e le diramazioni laterali.
Le principali vette della valle sono:

### Valichi e trafori

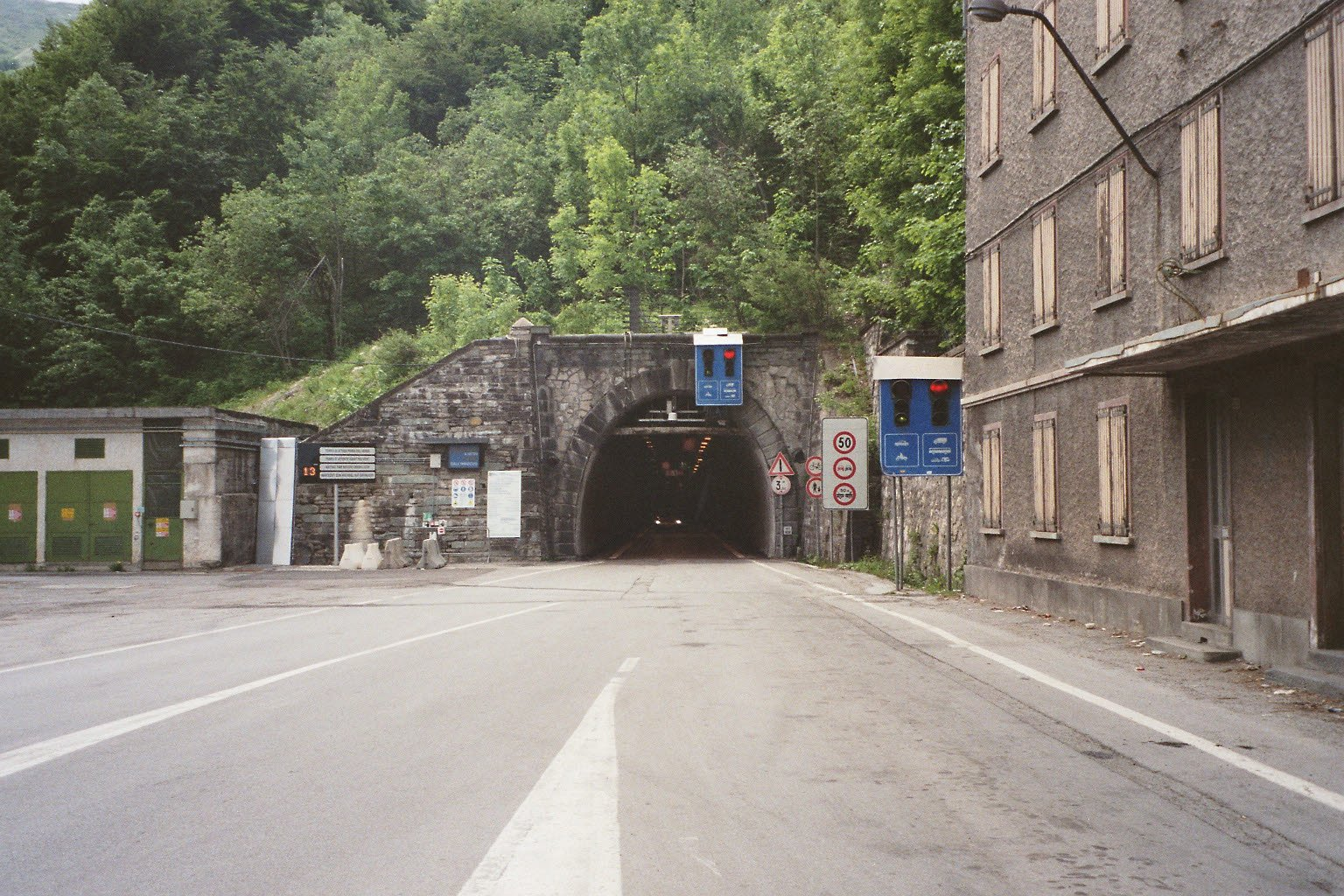
L'ingresso del tunnel del colle di Tenda dal lato italiano

Il principale valico della valle è il colle di Tenda, che da tempi storici consente il collegamento tra il versante italiano e quello francese delle Alpi. La strada del colle è oggi percorribile solo con mezzi motorizzati atti a percorsi fuoristrada. Il traffico normale usufruisce invece del traforo stradale del Colle di Tenda, inaugurato nel 1882, mentre il traffico ferroviario utilizza il traforo ferroviario del Colle di Tenda, attivo dal 1898; entrambi i trafori passano circa in corrispondenza del valico, alla testata della valle di Limonetto.
Un ulteriore valico percorribile con mezzi a motore è il colle della Boaria, che conduce all'alta val Roia. Questo valico è su una pista di origini militari che, dalla zona del colle di Tenda, porta all'alta val Roia, e da qui, attraverso il colle dei Signori, all'alta val Tanaro, per poi raggiungere l'abitato di Monesi situato in Liguria.
Vi sono ulteriori valichi, percorribili con itinerari escursionistici, che mettono in comunicazione la valle con le valli confinanti, e le singole diramazioni interne tra di loro. Tra di essi i principali sono:
- colle della Garbella verso la valle Gesso, sul tracciato della Grande Traversata delle Alpi
- passo della Mena (o colle del Frisson) sul sentiero L7 verso la valle Gesso
- passo di Ciotto Mien, sul sentiero L12 che unisce Palanfré a Limonetto
- colle Arpiola, sul sentiero L9 da Limone a Molino Renetta

## Storia
La valle era probabilmente abitata nell'antichità dai Liguri Montani, che furono sconfitti e sottomessi da Roma nel I secolo a.C.: la valle fu aggregata al municipium di Pedona. Già in quest'epoca, la via di comunicazione del col di Tenda rivestiva un'importanza non trascurabile.
Durante il Medioevo, la valle subì incursioni dei Saraceni (X secolo), che probabilmente causarono gravi danni a Limone Piemonte. Notizie storiche più affidabili sulla valle cominciano ad apparire nei documenti a partire dall'XI secolo, quando l'intera valle risulta essere sotto il controllo del vescovo di Asti. Passata sotto il dominio del marchesato di Saluzzo, la valle subisce una divisione politica nel XIII secolo, quando i territori corrispondenti agli odierni comuni di Limone Piemonte e Vernante passano sotto il dominio della contea di Tenda (1269), sotto la signoria dei Lascaris; la bassa valle rimane invece sotto il controllo dei del Vasto di Saluzzo fino ad inizio XIV secolo, quando viene occupata dal conte di Provenza e viene aggregata al distretto di Cuneo.
Nel XIII secolo la valle offrì rifugio ad un gruppo di catari in fuga dalla Linguadoca, che trovarono ospitalità a Roccavione.
Nel 1364 la bassa valle passa ai Savoia, che la infeudano ai marchesi di Ceva; l'alta valle rimane invece indipendente, nonostante la spinta dei Savoia, che, avendo il controllo sia su Nizza che sul Piemonte, hanno interesse ad entrare in possesso della via di comunicazione più diretta tra le due terre. Grazie anche ad un'acuta politica di matrimoni, i Savoia riescono ad entrare in possesso della contea nel 1581, all'estinguersi della dinastia Lascaris. Da questo momento, le vicende politiche della valle seguono quelle savoiarde.

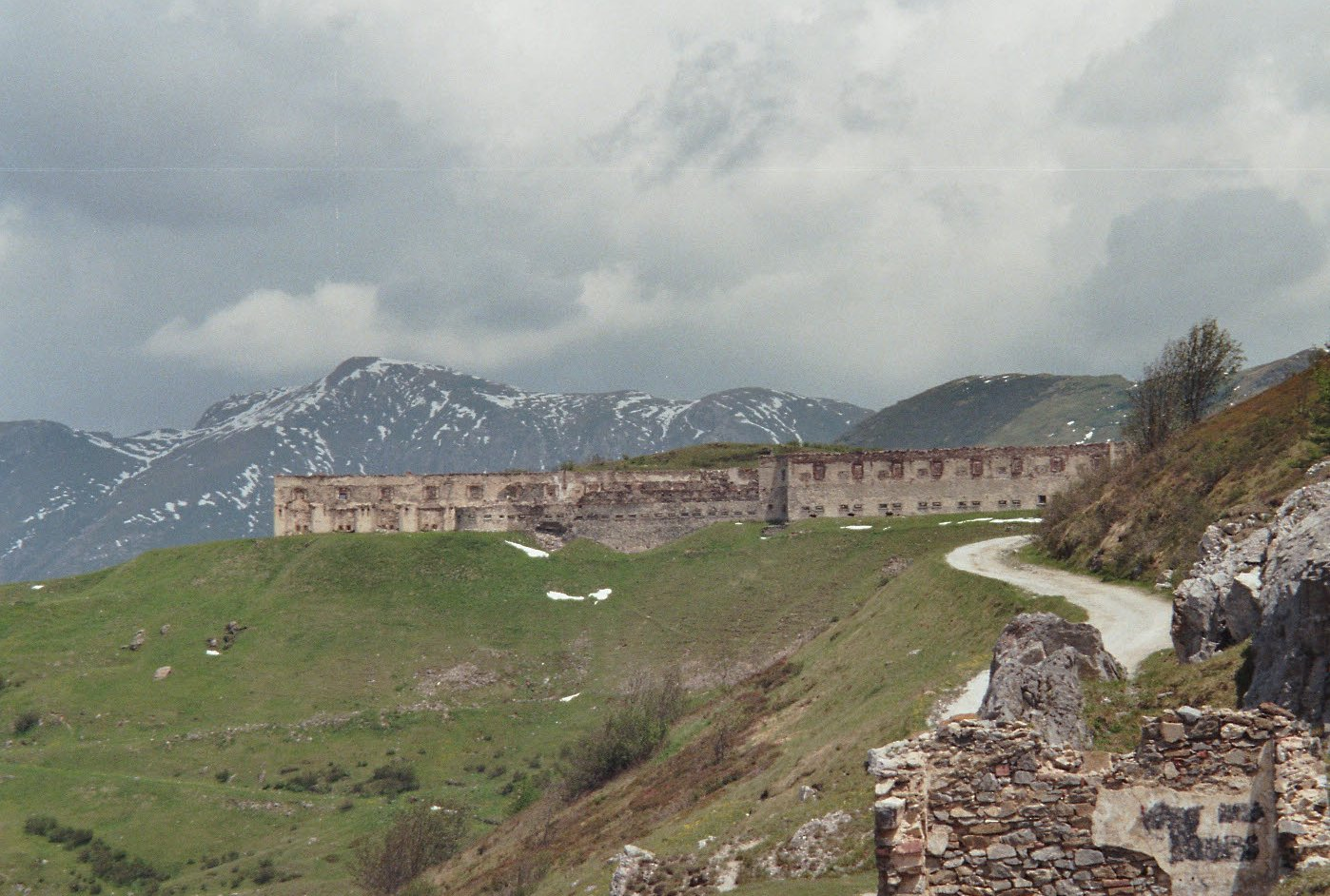
Il Forte Centrale al colle di Tenda

Con l'arrivo dei Savoia, venne potenziata la strada del colle di Tenda: dopo un primo tentativo di realizzazione di un tunnel stradale iniziato nel 1614 e mai portato a compimento, la strada venne resa carrozzabile nel 1782, ed il tunnel stradale fu finalmente realizzato ed inaugurato nel 1882.
Alla fine del XIX secolo la valle fu fortificata verso la Francia con la costruzione del campo trincerato del Colle di Tenda. Si trattava di una struttura difensiva articolata su più batterie distaccate, costruite secondo la tipologia tipica del campo trincerato ottocentesco, ma ben presto rese obsolete sia dallo sviluppo dell'artiglieria offensiva che dallo spostamento politico dell'Italia dalla Triplice intesa all'alleanza con la Francia. Disarmata allo scoppiare della prima guerra mondiale, l'opera fu successivamente utilizzata come serie di depositi di materiali, mentre al suo posto furono realizzate diverse opere del Vallo Alpino del Littorio. Al termine della seconda guerra mondiale le opere furono inglobate nel territorio francese, e da allora sono abbandonate.

## Cultura

### Lingua
La valle Vermenagna appartiene alle valli occitane d'Italia e costituisce, insieme alle regioni limitrofe del Brigasco, il limite orientale della cosiddetta Occitania grande. La lingua occitana è ancora parlata, e sono vivi numerosi studi, con la pubblicazione di dizionari delle varianti locali della lingua.

### Musei

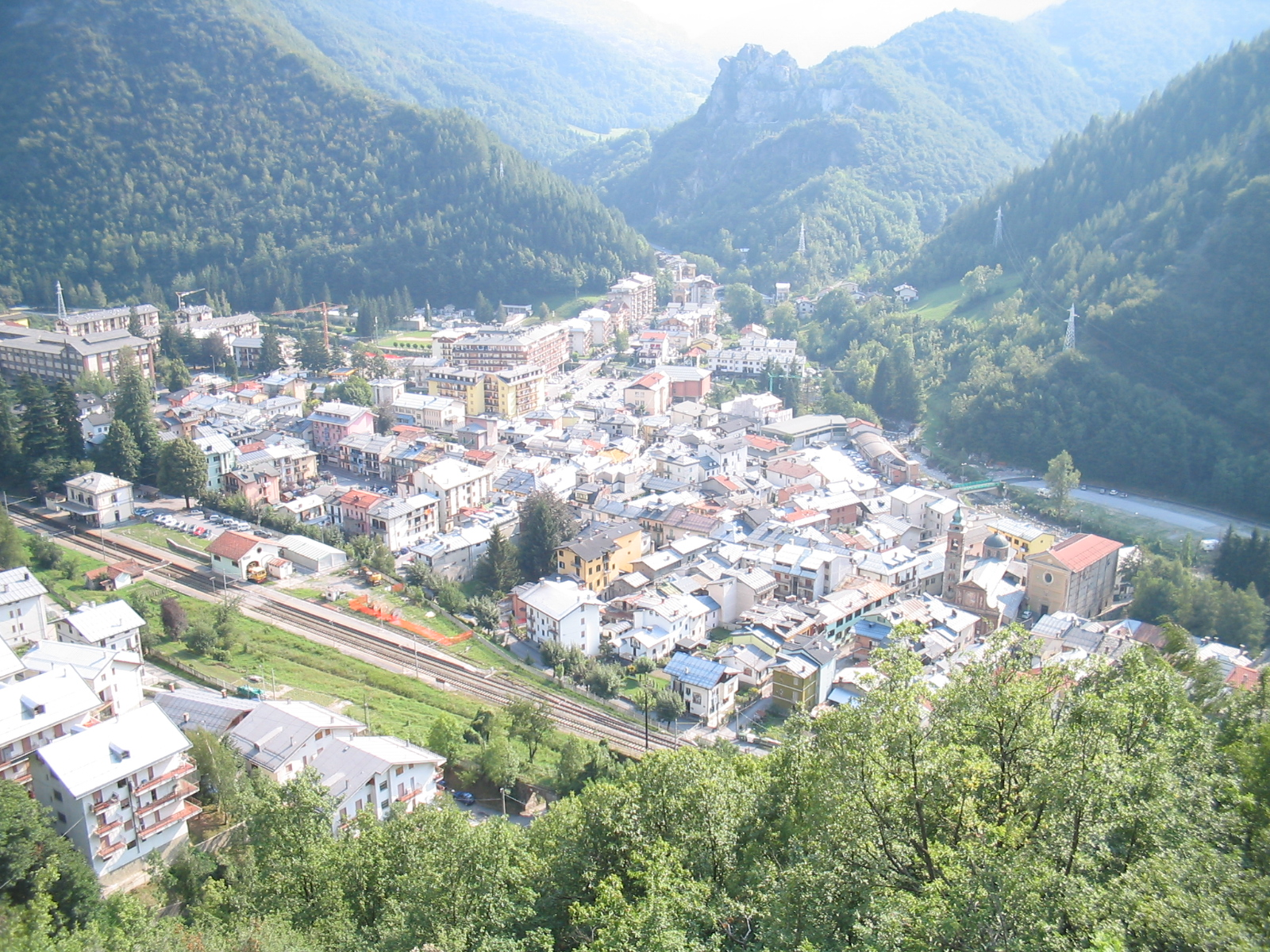
L'abitato di Vernante visto da monte

In valle sono presenti alcuni musei di particolare interesse.
A Roccavione vi è il museo etnografico e Museo del "Vecchio Mulino". Il museo è suddiviso in tre sezioni: la prima è dedicata al mulino e contiene tre macine e i macchinari indispensabili alla produzione delle farine; la seconda è di carattere etnografico con la ricostruzione della bottega del calzolaio e la presentazione di vecchi mestieri; infine la terza è dedicata alle scienze naturali.
A Robilante è aperto il Museo della fisarmonica, della musica e dell'arte popolare, che riunisce strumenti ed altre testimonianze della musica popolare locale alle sculture lignee dell'artista local Giorgio Bertaina, noto anche come Jòrs de Snive (1902-1976).
A Vernante si trova il museo di Pinocchio. In questa località infatti passo gli ultimi anni della sua vita l'illustratore Attilio Mussino, famoso appunto per la sua opera di illustrazione del libro di Carlo Collodi. Il museo raccoglie una serie di opere originali dell'autore. L'iniziativa è affiancata da numerosi murales realizzati in paese, che riprendono le tematiche del libro o direttamente riproducono le illustrazioni di Mussino.
Più classico il museo etnografico C'era una volta sempre a Vernante, che espone oggetti della vita quotidiana dei montanari locali della prima metà del XX secolo.

### Gastronomia
La gastronomia della valle è strettamente legata alle risorse della montagna; notevole importanza ha quindi l'utilizzo della patata, dei prodotti dell'orto e di latte e latticini. Piatti tipici della vallata sono le cipolle ripiene  (con ripieno di riso, patate e verdure, cucinate al forno in salsa di latte e uova), le raviole cornue (pasta con ripieno di porri e patate, condita con burro fuso, ragù di carne o sugo ai funghi) e le torte alla losa (raviole di maggiori dimensioni cotte su pietra). Tipica dell'area è una varietà di pera, la pera Martin Sec.

## Economia
In passato, l'economia locale era basata soprattutto sull'agricoltura, sulla pastorizia, così come sul commercio di acciughe. Vi erano inoltre numerose attività indotte dalla presenza della strada del colle di Tenda: commerci, trasporto persone e merci, e simili iniziative.
A partire dagli anni trenta del XX secolo la valle ha conosciuto un notevole sviluppo turistico, legato soprattutto alla realizzazione comprensorio sciistico di Limone Piemonte, noto come Riserva Bianca. Nata già nel 1907, questa stazione ha dato notevole impulso all'economia della valle, ed è uno dei suoi elementi cardine. Inoltre dagli anni cinquanta la valle ha conosciuto una forte industrializzazione che ha visto come protagoniste cementerie e cave. Grazie allo sviluppo del secondario la Val Vermenagna è una delle poche valli delle Alpi Occidentali a non essersi, massicciamente disabitata durante il boom economico. Sia lo sviluppo turistico che industriale hanno comportato in mezzo secolo non pochi problemi di inquinamento sia ambientale che visivo. L'inquinamento fognario dei periodi vacanzieri e gli impianti industriali hanno messo a dura prova la fauna ittica del torrente. Le cementerie e il traffico hanno portato più volte a livelli allarmanti di polveri fini. Negli ultimi anni su pressione dell'Asl CN1, è migliorata la condizione ambientale della valle grazie anche alla chiusura della cementeria di Borgo San Dalmazzo e all'ammodernamento degli impianti della Buzzi Unicem di Robilante. Sul piano paesaggistico, risalendo la valle, si possono osservare i molteplici impianti estrattivi e industriali sia in funzione che in stato di abbandono che minano la bellezza del luogo, ponendo seri dubbi sulla riqualificazione turistica.
Nel territorio di Roccavione vi è la cartiera Pirinoli S.C. e la cava sul monte Dormiosa della Preve Costruzioni S.p.a. alla quale è annessa una società per la costruzione di infrastrutture. 
Nel territorio comunale di Robilante vi sono due insediamenti industriali notevoli: la Sibelco, industria produttrice di silice per vetreria, industria della ceramica, chimica, vernici ecc., ed il cementificio del gruppo Buzzi Unicem, che lavora il calcare proveniente da una cava in comune di Roaschia ed il calcescisto proveniente da una cava in comune di Robilante.